# Аппиа, Адольф
Адольф А́ппиа (1 сентября 1862, Женева — 29 февраля 1928, Ньон) — швейцарский архитектор, театральный художник, теоретик театра, сценического освещения и декора, один из его реформаторов.

## Биография
Более всего известен своей теорией координации недвижимого сценического пространства с движениями актёров, музыкой и освещением. По его мнению, для создания единой мизансцены основополагающее значение имеют три элемента: динамические движения актёров, перпендикулярные пейзажи и использование глубины и горизонтальной динамики пространства сцены.
Аппиа также имел известность как автор многочисленных живописных декораций к постановкам опер Вагнера.

## Публикации текстов
- Aппиa A. Живoe искycствo. (Публикации статей A.Aппиa. Bступительныe статьи: Oбpaзцовa A. Aдольф Aппиa и XX век,  A. Бобылевa. Teaтpaльная yтопия A.Aппиa). M., 1993.